# Veltheim
Veltheim (toponimo tedesco) è un comune svizzero di 1 437 abitanti del Canton Argovia, nel distretto di Brugg.

## Monumenti e luoghi d'interesse

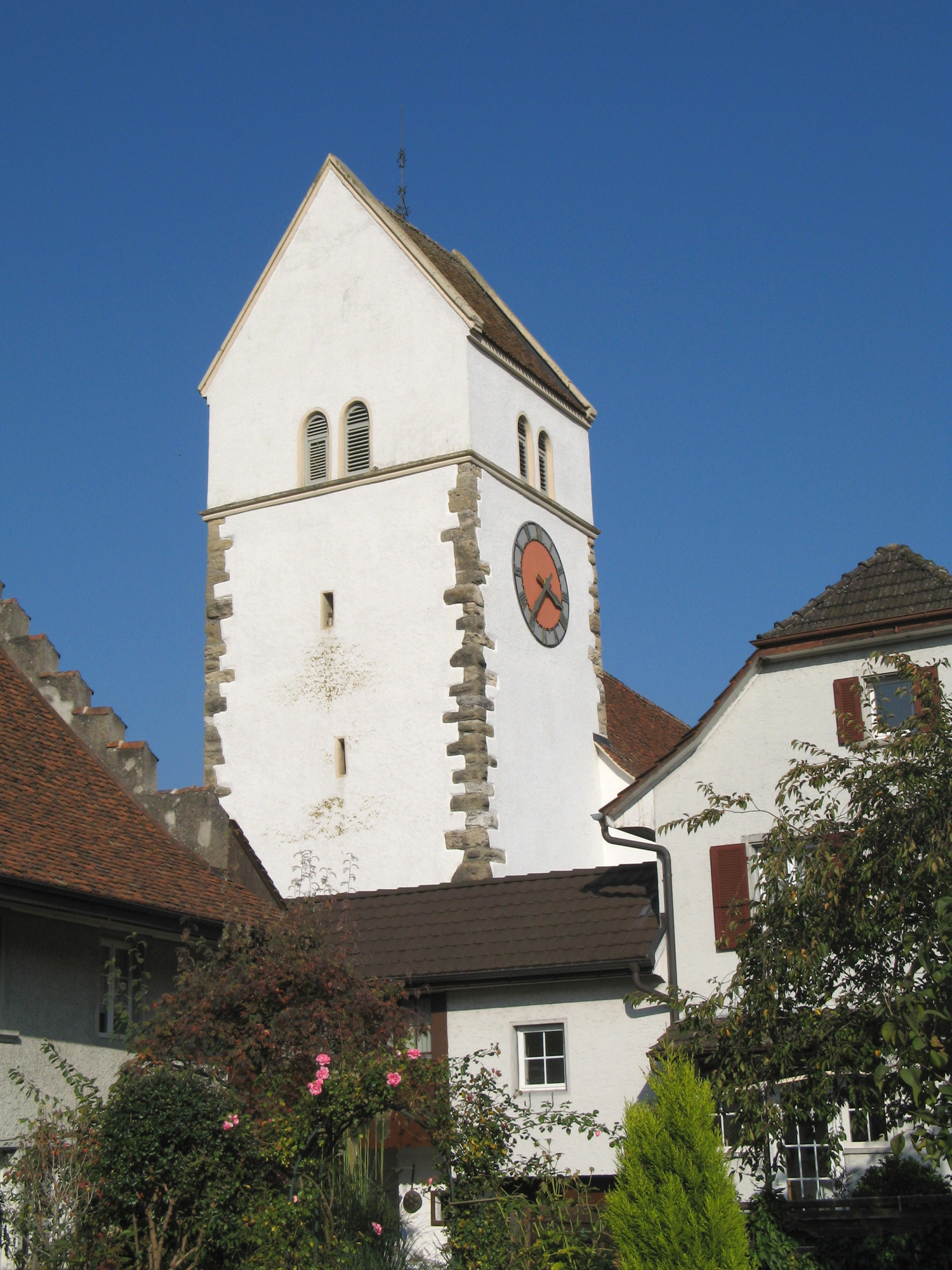
La chiesa riformata

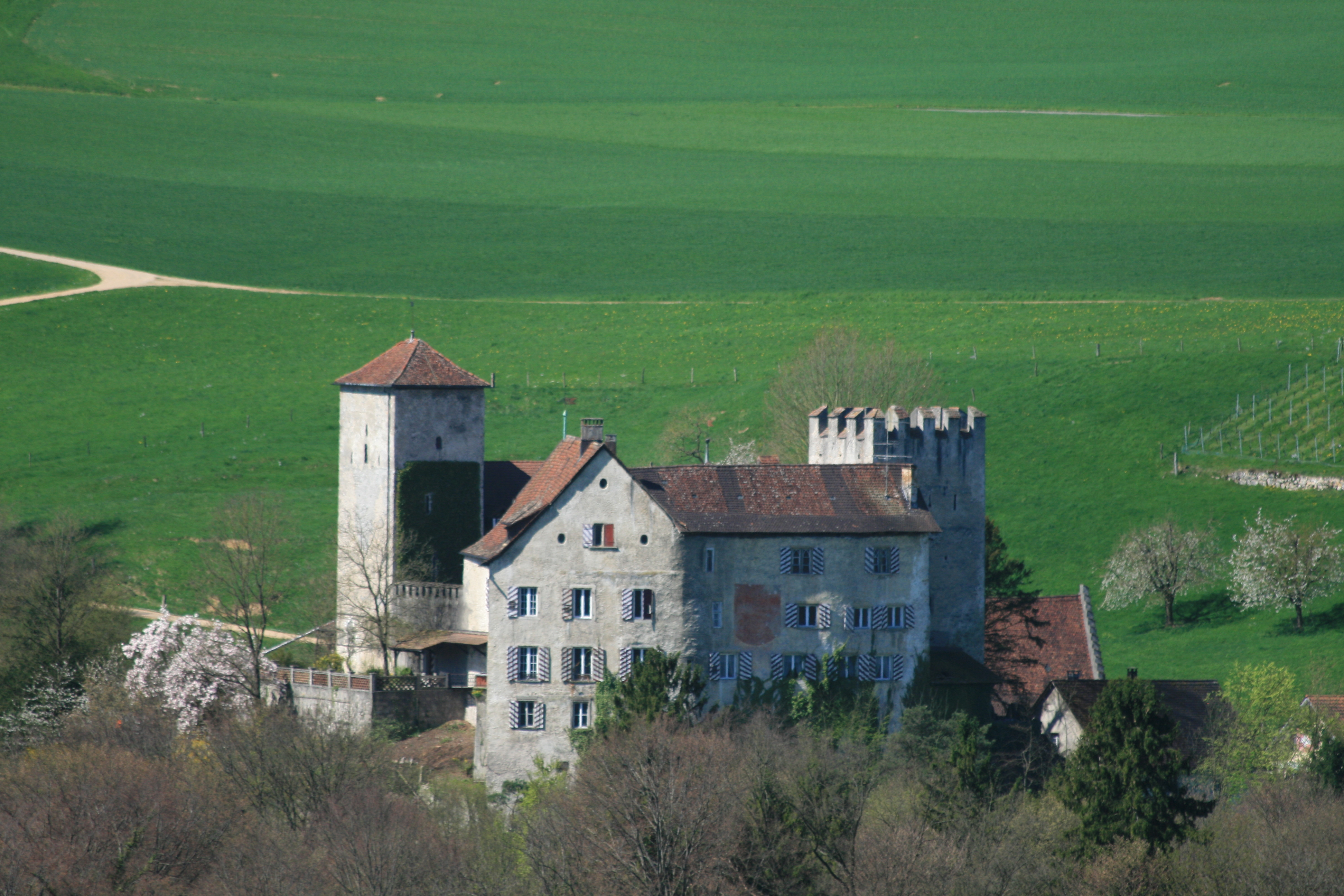
Il castello di Wildenstein

- Chiesa riformata (già di San Giovanni), eretta nell'XI secolo e ricostruita nel 1760[1];
- Castello di Wildenstein, attestato dal 1301 e ricostruito nel XIV, nel XV e nel XVII secolo[2].

## Società

### Evoluzione demografica
L'evoluzione demografica è riportata nella seguente tabella:
Abitanti censiti

## Amministrazione
Ogni famiglia originaria del luogo fa parte del cosiddetto comune patriziale e ha la responsabilità della manutenzione di ogni bene ricadente all'interno dei confini del comune.